# Game Over (compilation)
 (novembre 2018).
Pour les articles homonymes, voir Game Over.
Albums de 50K
Game Over Volume 2
(2019)
Game Over est une compilation rap du label 50K sortie le 20 avril 2018.
La compilation est certifiée disque d'or en France.

## Artistes présents
Dans cette compilation, participent les chanteurs et rappeurs suivants : 13 Block, Aya Nakamura, Big Nas, DJ Lhasa, Dabs, Da Uzi, Franglish, Gradur, GLK, Hornet la Frappe, KeBlack, Kaligraphie, Koba LaD, KRK, K$K, Landy, Lasso Salass, Le D, Le V, MHD, Naza, Ninho, Niska, Nyda, Ohmondieusalva, RK, Sadek, Skaodi, Sofiane, Soolking, S. Teban, Vald et YL,.

## Clips vidéo
- Bénéfice (Ninho & MHD) : 9 mars 2018
- Massacre (GLK & YL) : 11 avril 2018
- Valise (Hornet la Frappe & Vald) : 20 avril 2018
- Rentable (Koba LaD) : 1er mai 2018
- C'est réel (S.Téban) : 11 mai 2018
- Lové (RK) : 14 mai 2018
- Fuego (Le D & Nyda) : 20 juin 2018
- Boulde (Franglish) : 1er août 2018
- Blanche (KRK) : 20 août 2018
- Jeune Negro (OG Diaf) : 25 août 2018
- Shoot (K$K) : 26 octobre 2018
- Correcteur (Le V) : 7 novembre 2018

## Liste des titres
| No  | Titre                                | Durée |
| --- | ------------------------------------ | ----- |
| 1.  | Massacre (YL feat. GLK)              | 3:25  |
| 2.  | Bénéfice (MHD feat. Ninho)           | 3:01  |
| 3.  | La zer (Skaodie)                     | 3:05  |
| 4.  | Mi Corazone (Soolking feat. KeBlack) | 3:02  |
| 5.  | Country (Niska)                      | 3:28  |
| 6.  | Valise (Hornet la Frappe feat. Vald) | 3:45  |
| 7.  | Cadeau (Aya Nakamura feat. Naza)     | 3:25  |
| 8.  | Soldat (Gradur)                      | 3:47  |
| 9.  | Matin midi soir (Dabs)               | 3:01  |
| 10. | Rentable (Koba LaD)                  | 3:14  |
| 11. | Brinks (DJ Lhasa)                    | 3:24  |
| 12. | Boulde (Franglish)                   | 3:05  |
| 13. | Hotel Room (Ohmondieusalva)          | 3:01  |
| 14. | Puff Daddy (Sofiane)                 | 2:59  |
| 15. | Marrakech (Sadek)                    | 2:57  |
| 16. | Fuego (Le D feat. Nyda)              | 3:08  |
| 17. | Lové (RK)                            | 3:17  |
| 18. | Cocody (Landy)                       | 3:08  |
| 19. | Beleck (13 Block)                    | 3:36  |

| 1. | Correcteur (Le V)      | 2:29 |
| 2. | Shoot (K$K)            | 3:04 |
| 3. | Blanche (KRK)          | 3:13 |
| 4. | C'est réel (S.Teban)   | 3:42 |
| 5. | Game Over (Big Nas)    | 3:36 |
| 6. | Hey Hey (Da Uzi)       | 3:13 |
| 7. | Préparer (Kaligraphie) | 3:21 |
| 8. | Ciao (Lasso Salass)    | 3:08 |

## Classements hebdomadaires
| Classements (2018-19)        | Meilleure position |
| ---------------------------- | ------------------ |
| Belgique (Wallonie Ultratop) | 29                 |
| France (SNEP Megafusion)     | 8                  |

## Certifications
| Région | Certification | Ventes/Streams |
| --- | ------------- | -------------- |
| France (SNEP) | Or            | 50 000‡        |
| *Ventes selon la certification ^Mise en rayon selon la certification xNon précisé par la certification ‡ventes/streaming selon la certification |               |                |